# مارتن إي. فرانكلين
مارتن إي. فرانكلين (بالإنجليزية: Martin E. Franklin) هو دبلوماسي أمريكي, ولد في 1965 في لندن في المملكة المتحدة.

## النشأة
ولد مارتن إليس فرانكلين في 31 أكتوبر 1964 في لندن, إنجلترا. كان والده, السير رولاند فرانكلين, تاجرًا مصرفيًا قام بعمليات استحواذ معادية مع السير جيمس جولدسميث. هاجر فرانكلين إلى الولايات المتحدة مع عائلته في سن الخامسة عشرة, واستقر في هاريسون, نيويورك.
تخرج فرانكلين من جامعة بنسلفانيا حيث حصل على بكالوريوس الآداب في العلوم السياسية.

## الإحسان
دعم فرانكلين عددًا من المؤسسات الخيرية بما في ذلك مؤسسة تحدي الرياضيين ومشروع المحارب الجريح.

## وصلات خارجية
- مارتن إي. فرانكلين على موقع إن إن دي بي (الإنجليزية)